# Villa de Etla
Villa de Etla es una localidad del estado mexicano de Oaxaca. Es cabecera del municipio de Villa de Etla.

## Toponimia
El nombre «Etla» proviene de los términos en náhuatl etl, frijol; tla, abundancia. Su significado es «lugar donde abunda el frijol». Hasta el 5 de octubre de 1968 la localidad se llamaba «San Pedro y San Pablo Villa de Etla», en honor a los santos patronos de la localidad, Simón Pedro y Pablo de Tarso.

## Demografía
| Gráfica de evolución demográfica |
|                                  |

| Censo | Población |
| ----- | --------- |
| 1900  | 918       |
| 1910  | 824       |
| 1921  | 1 041     |
| 1930  | 1 273     |
| 1940  | 1 195     |
| 1950  | 1 458     |
| 1960  | 1 709     |
| 1970  | 2 299     |
| 1980  | 1 943     |
| 1990  | 5 220     |
| 1995  | 5 400     |
| 2000  | 6 950     |
| 2005  | 6 486     |
| 2010  | 7 285     |
| 2020  | 7 997     |